# Harpon

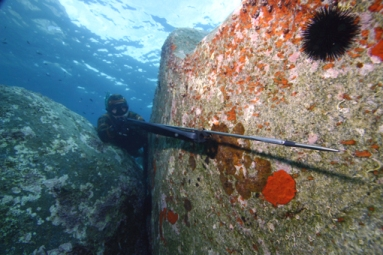
Scafandru cu un harpon

Harponul este o unealtă subacvatică de pescuit concepută pentru a trage o suliță într-un pește.
Componentele de bază ale unui harpon sunt: o suliță, o țeavă și un mâner care conține un mecanism de declanșare. Harpoanele au de obicei o lungime de 0,5 - 2 metri. Lungimea și diametrul harpoanelor depinde de mărimea peștilor ce se vânează. Pentru pești mici se folosesc harpoane cu diametrul de 5 mm și de lungime mică, iar pentru peștii mari harpoanele pot avea 6,5 sau 7 mm și 2m lungime. Diametrul de 6 mm este grosimea cea mai utilizată de către scufundători. Cu cât lungimea vergelei harponului este mai mare, cu atât crește precizia tirului sub apă.
Există și harpoane cu diametrul de 9 mm care sunt fabricate din fibre de sticlă și diametrul 11 mm care este utilizat mai mult pentru arbaleta oleopneumatică, pentru pești mari.
Vârful este separat, se atașează prin înșurubare și este prevăzut cu contrapene pentru a împiedica ieșirea din corpul peștelui.
Pentru vânarea peștilor din zona fundurilor stâncoase, sunt preferate vârfurile cu secțiune pătrată sau triunghiulară pentru că sunt mai rezistente la impactul cu stânca, iar pentru vânarea în masa apei a peștilor cu solzi groși sunt preferate vârfurile în formă de fier de lance pentru că au putere mai mare de străpungere.
Unele vârfuri sunt multiple, gen trident.
Pe teritoriul României, s-au găsit mărturii ale pescuitului cu harponul încă din neolitic. Harpoanele erau confecționate din corn de cerb, aveau 2...3 rânduri de dinți și cu ele se vânau numai peștii marini mari, cum ar fi dorada.